# Hotelanlage Sonnenberg

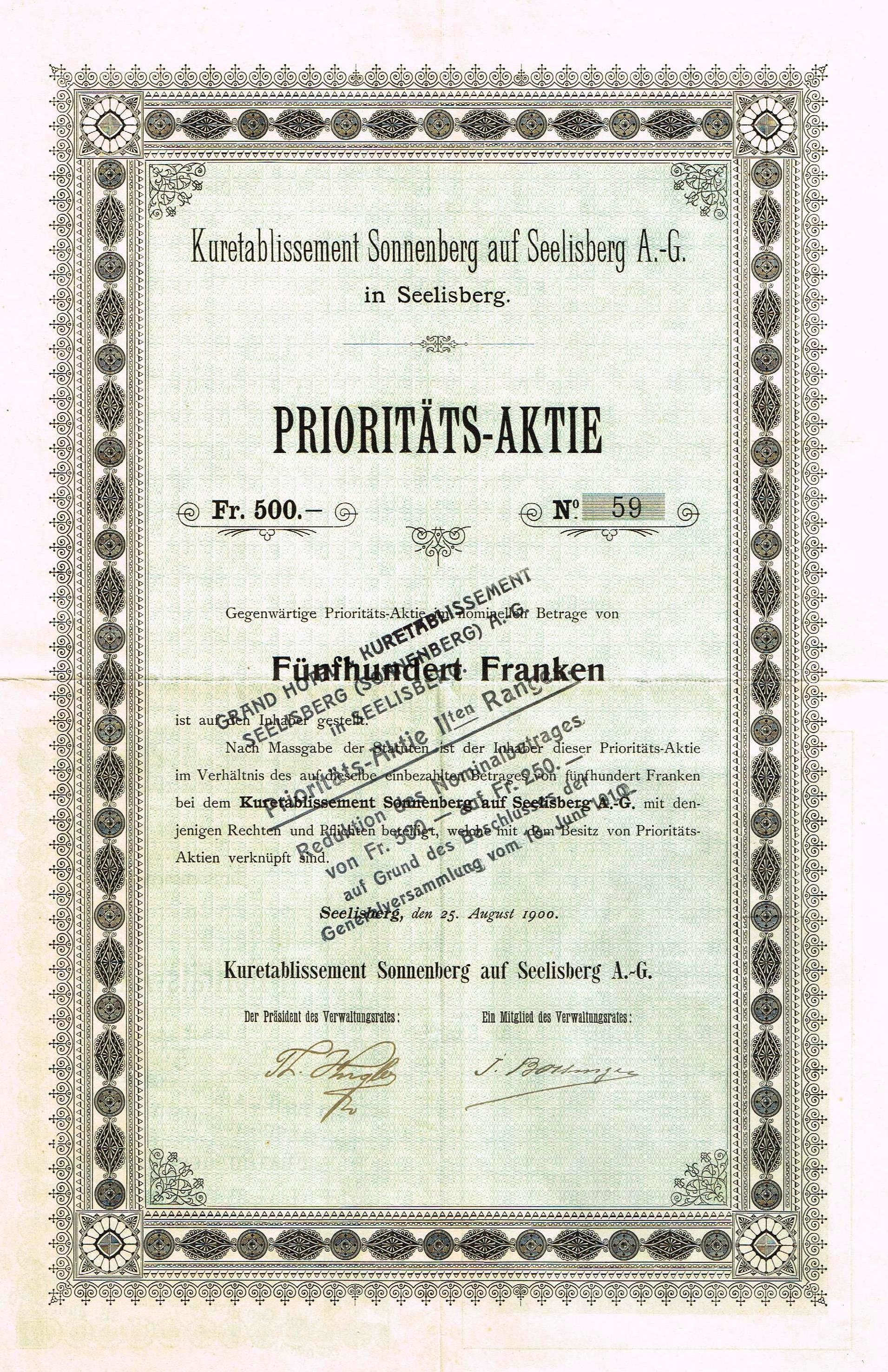
Aktie über 500 Franken der Kuretablissement Sonnenberg auf Seelisberg AG vom 25. August 1900

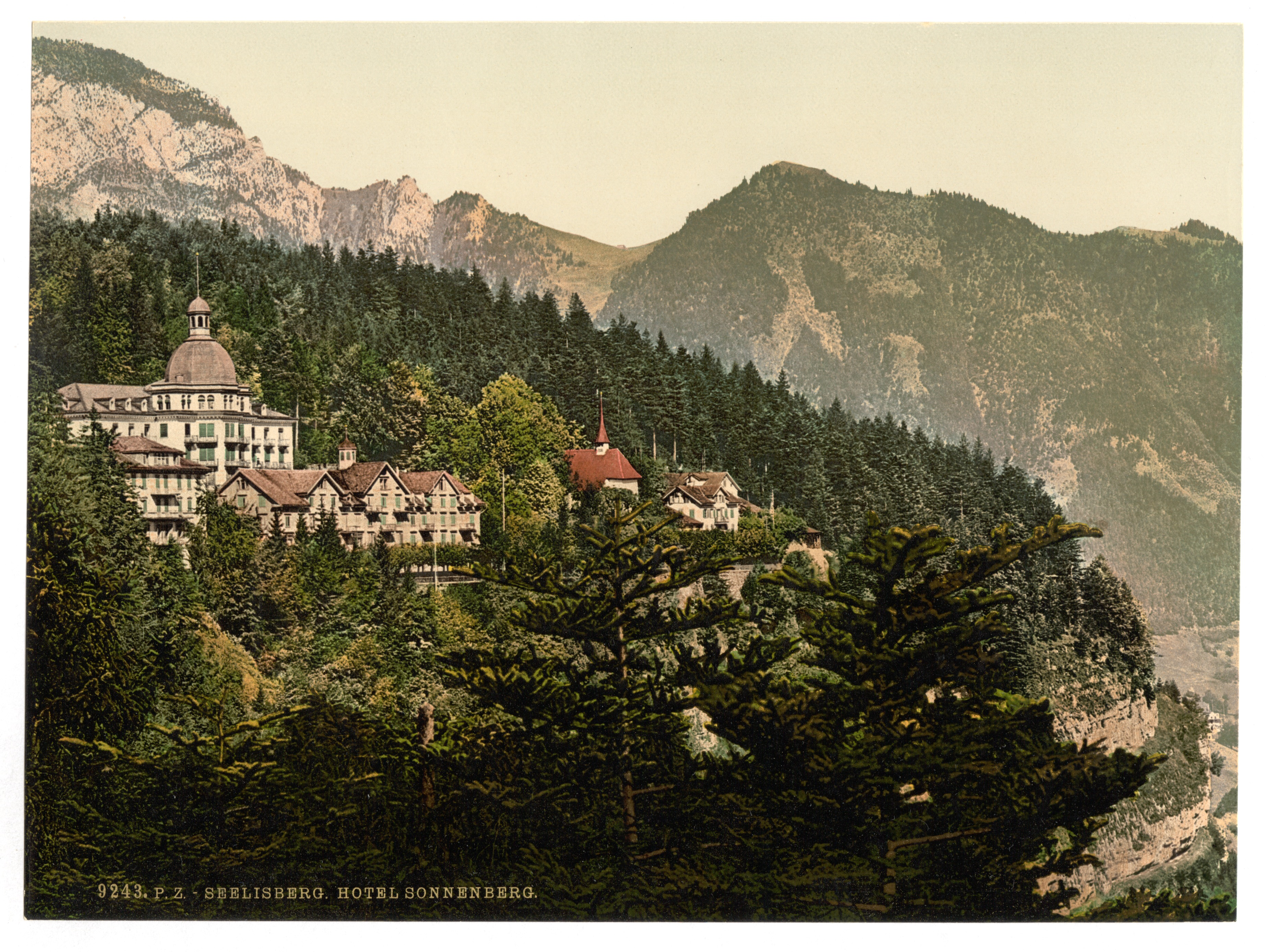
Kuretablissement Sonnenberg auf Seelisberg um 1900

Sonnenberg im Jahre 1948

Die Hotelanlage Sonnenberg ist ein 1875 erbautes Gebäude in Seelisberg im Kanton Uri, Schweiz, das bis zum Ende des Zweiten Weltkriegs als Hotel betrieben wurde. Von 1968 bis 2023 war es im Besitz der Maharishi European Research University.

## Geschichte
Seit dem 17. Jahrhundert pilgerten viele Gläubige nach Seelisberg zur Kapelle Maria-Sonnenberg auf die Felsenterrasse am Ufer des Urnersees. Um 1840 wurde eine Herberge für die Pilger neben der Kapelle gebaut. Diese Herberge wurde mehrfach erweitert.
1875 entstand das vom Architekten Horace Edouard Davinet entworfene «Grand Hôtel und Kurhaus Sonnenberg» anstelle der Pilgerherberge.
Dank der 1854 in Betrieb genommenen Dampfschiffstation und der Strassenverbindung nach Schöneck und Treib erlangte die klimatische Kuranstalt mit ihren hydrotherapeutischen Einrichtungen und Park- und Gartenanlagen rasch einen hervorragenden Ruf im In- und Ausland, von Amerika über Europa und Afrika bis nach Ostindien.
Um das Jahr 1900 wurden die Anlagen von der «Kuretablissement Sonnenberg auf Seelisberg A.-G.» übernommen. Die Gesellschaft, ausgerüstet mit einem Eigenkapital von gerade mal CHF 300'000, gab 1901 eine Anleihe über CHF 750'000 zu 4,5 % aus, um die Kuranstalten zu renovieren; 1910 musste die Gesellschaft selber saniert werden und bekam den Namen «Grand Hôtel & Kuretablissement Seelisberg (Sonnenberg) AG». 1914 kam es zum Konkurs. 1915 übernahm die neu gegründete «Grand Hôtel & Kurhaus Seelisberg (Sonnenberg) Aktiengesellschaft» das Kuretablissement.
Die Folgen der Wirtschaftskrise zwischen dem 1. und 2. Weltkrieg brachte aufgrund fehlender Gäste das Kurhaus in finanzielle Schwierigkeiten, und noch vor dem Ende des Zweiten Weltkriegs musste der Hotelbetrieb eingestellt werden.

## Nachnutzung
1968 logierte im Grand Hôtel erstmals Maharishi Mahesh Yogi, der Guru der Transzendentalen Meditation. Der kanonische Meister fürs sogenannte «Yogische Fliegen» kaufte 1972 die beiden Hotels «Kulm» und «Sonnenberg». und errichtete im «Sonnenberg» den Hauptsitz seiner «Weltregierung des Zeitalters der Erleuchtung». Dieser Hauptsitz wurde 1992 ins niederländische Vlodrop verlagert. Heute befindet sich die Maharishi European Research University im ehemaligen «Grand Hôtel Sonnenberg».